# Ryan Toolson
Ryan Toolson   (Gilbert, 21 de març de 1985) és un jugador de bàsquet nord-americà. Amb 1,93 m d'alçada, el seu lloc natural a la pista és el d'escorta. És cosí d'Andy Toolson i nebot de Danny Ainge, exjugadors professionals de bàsquet.

## Carrera esportiva
Es va formar a Utah Valley State de la lliga universitària nord-americana (NCAA), on va jugar tres temporades (2006-2009), abans de fitxar pel Pinar Karşıyaka de la lliga turca. El 2010 va donar el salt a la lliga italiana, fitxant pel Pallacanestro Treviso, i en el mes de març va sortir cedit al Sutor Basket Montegranaro. La temporada següent juga amb l'Aliaga Petkim turc, i el 2012 signa pel CB Gran Canària, ajufant a disputar per primera vegada en la història del club canari les semifinals de la Copa del Rei i del Playoff pel títol ACB. En el mes de juny de 2013 fitxa per l'Unicaja Màlaga. Dues temporades després fitxa pel Zenit Sant Petersburg. La temporada 2017-18 fitxa pel Istanbul BB, i després d'aquesta temporada a Turquia fitxa pel BAXI Manresa de la Lliga ACB.